# Candyman (2021)
Candyman (prt: Candyman; bra: A Lenda de Candyman) é um filme de terror sobrenatural de 2021 dirigido por Nia DaCosta e escrito por Jordan Peele, Win Rosenfeld e DaCosta. O filme é uma sequência direta do filme homônimo de 1992 e o quarto da série de filmes Candyman, baseado no conto "The Forbidden" de Clive Barker. O filme é estrelado por Yahya Abdul-Mateen II, Teyonah Parris, Nathan Stewart-Jarrett e Colman Domingo junto com Vanessa Williams, Tony Todd e Virginia Madsen, que reprisaram seus papéis do filme original.
Os planos para outro filme de Candyman começaram no início de 2000, com o diretor original Bernard Rose querendo fazer uma prequela sobre o amor de Candyman e Helen. No entanto, o estúdio recusou e o projeto entrou em um inferno de desenvolvimento. Em 2018, Peele assinou contrato como produtor de um novo filme com sua empresa, Monkeypaw Productions e mais tarde, em novembro do mesmo ano, foi confirmado que Peele produziria o filme com a Universal Pictures e Metro-Goldwyn-Mayer e fez parceria com Rosenfeld para co-produziu o filme enquanto DaCosta era a diretora. As filmagens começaram agosto de 2019 e terminaram em setembro de 2019 em Chicago, Illinois.
Candyman foi lançado nos cinemas nos Estados Unidos em 27 de agosto de 2021, já no Brasil e em Portugal no dia 27 de agosto de 2021 pela Universal Pictures. A data de lançamento foi adiada três vezes em relação à data original de junho de 2020 devido a preocupações com a pandemia COVID-19 . O filme recebeu críticas geralmente positivas dos críticos, que elogiaram a direção de DaCosta e a mistura de comentários sociais com o horror,  e arrecadou 77 milhões em todo o mundo contra um orçamento de 25 milhões.

## Sinopse
Desde que os moradores se lembram, os projetos habitacionais do bairro Cabrini Green, em Chicago, eram aterrorizados por uma história de fantasma famosa sobre um assassino sobrenatural com um gancho na mão, facilmente invocado por aqueles que ousam repetir seu nome cinco vezes no espelho. Nos dias atuais, uma década depois que as últimas torres de Cabrini foram derrubadas, o artista visual Anthony McCoy e sua namorada, diretora da galeria, Brianna Cartwright, se mudam para um condomínio de luxo em Cabrini, agora gentrificado e habitado por millennials. Com a carreira de pintor de Anthony à beira da estagnação, um encontro casual com um residente de Cabrini das antigas expõe Anthony à trágica natureza horrível da verdadeira história por trás de Candyman. Ansioso por manter seu status na cena artística de Chicago, Anthony começa a explorar esses detalhes macabros em seu estúdio como uma nova fonte de inspiração para suas pinturas, abrindo sem saber uma porta para um passado complexo que desafia sua própria sanidade e desencadeia uma onda de violência terrível que o coloca em rota de colisão com o destino.

## Elenco
- Yahya Abdul-Mateen II como Anthony McCoy/Candyman, um artista visual que se torna obcecado pela lenda do Candyman.
- Teyonah Parris como Brianna Cartwright, namorada de Anthony e diretora de galeria de arte.
  - Hannah Love Jones como a jovem Brianna Cartwright.
- Nathan Stewart-Jarrett como Troy Cartwright, irmão de Brianna.
- Colman Domingo como William Burke, um residente do Cabrini-Green que conta a Anthony sobre a lenda do Candyman.
- Kyle Kaminsky como Grady Greenberg, o namorado de Troy.
- Vanessa Williams como Anne-Marie McCoy , a mãe afastada de Anthony que acreditava na lenda do Candyman enquanto vivia no Cabrini-Green. Anos atrás, ela compartilhou sua experiência de temê-lo para Helen Lyle.
- Rebecca Spence como Finley Stephens, uma crítica de arte.
- Michael Hargrove como Sherman Fields/Candyman , um homem com um gancho nas mãos que foi morto por policiais racistas na década de 1970 após ser falsamente acusado de plantar lâminas de barbear em doces.
- Brian King como Clive Privler
- Carl Clemons-Hopkins como Jameson
- Christiana Clark como Danielle Harrington
- Torrey Hanson como Jack Hyde
- Breanna Lind como Annika
- Cedric Mays como Gil Cartwright
- Nancy Pender como apresentadora de notícias de TV
- Pam Jones como Devlin Sharpe
- Virginia Madsen como a voz de Helen Lyle, uma estudante de graduação que conseguiu derrotar o Candyman depois de se sacrificar há trinta anos.
- Tony Todd como Daniel Robitaille/Candyman, um espírito vingativo que foi morto como resultado de um caso de amor inter-racial durante o século XIX. Ele agora aparece quando alguém o convoca dizendo seu nome cinco vezes enquanto olha para o espelho.

## Produção

### Desenvolvimento

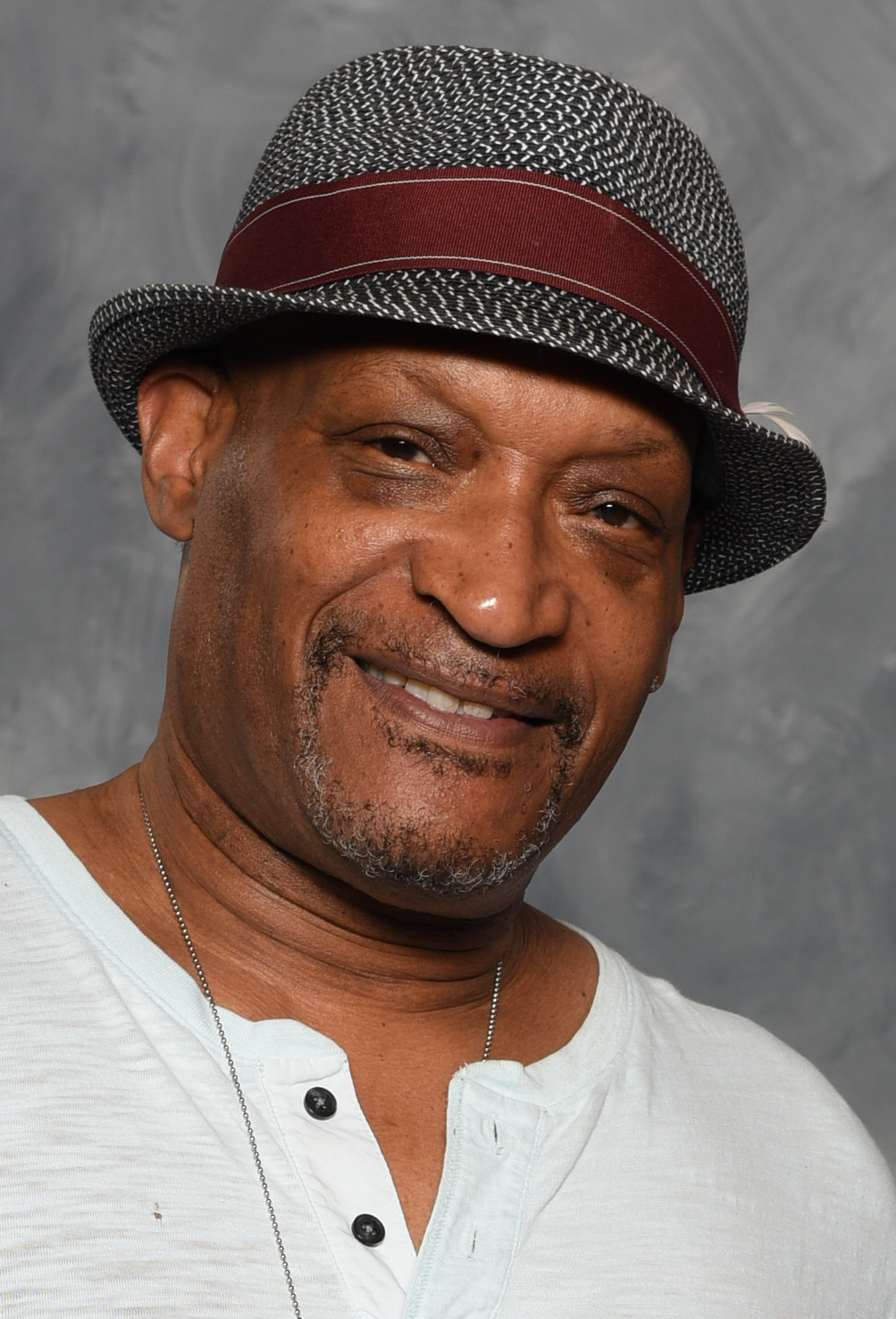
Tony Todd repete seu papel como Daniel Robitaille/Candyman no novo filme.

Em resposta ao sucesso de Freddy vs. Jason, um filme crossover com Leprechaun, intitulado Candyman vs. Leprechaun, entrou em desenvolvimento. Tony Todd rejeitou a ideia após ser apresentado o roteiro, dizendo "Eu nunca estarei envolvido em algo assim." Em 2004, Todd confirmou ao Fangoria que um quarto filme estava sendo feito com o envolvimento de Clive Barker e um orçamento de 25 milhões. Em 2009, Deon Taylor foi contratado para dirigir o filme, que teria se passado na Nova Inglaterra durante o inverno em uma faculdade só para mulheres, e iria ignorar os eventos de Candyman: Day of the Dead. O filme acabou desmoronando devido a disputas entre os proprietários dos direitos.
Em setembro de 2018, foi anunciado que Jordan Peele estava em negociações para produzir uma sequência do filme de 1992 por meio de sua Monkeypaw Productions. Em uma entrevista de 2018 para Nightmare on Film Street , Todd afirmou: "Eu prefiro que ele faça isso, alguém com inteligência que vai ser atencioso e cavar em toda a composição racial de quem é o Candyman e por que ele existiu em primeiro lugar." Em novembro de 2018, foi confirmado que Peele e Win Rosenfeld produziriam o filme com a Universal e a MGM, enquanto Nia DaCosta assinou como diretora. O filme seria uma sequela do original, e voltaria ao ponto de onde encerrou-se o primeiro filme. Jonathan Glickman, da MGM, afirmou que "a história não só prestará reverência ao material brilhante e assustador de Clive Barker", mas "trará uma nova geração de fãs". As filmagens deveriam começar no início de 2019. 

### Pré-produção

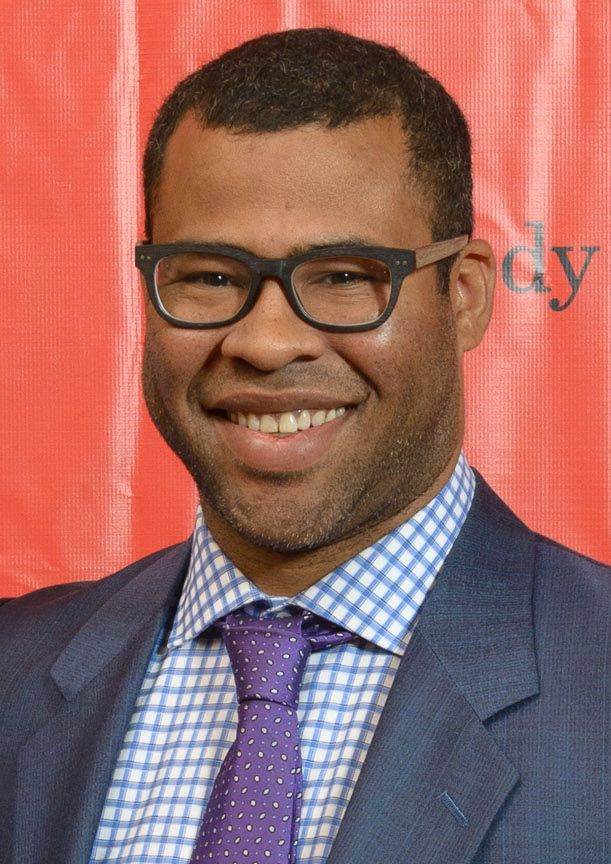
Jordan Peele é produtor do filme da Monkeypaw Productions.

Em janeiro de 2019, foi relatado que Lakeith Stanfield foi apontado para estrelar o filme como Anthony McCoy, um personagem que foi protraído como um bebê no filme original de Lanesha Martin. Na época, não havia nenhuma palavra sobre se Todd ou alguém do elenco anterior iria reprisar seus papéis. No entanto, em uma entrevista para a Entertainment Weekly , Todd falou sobre Peele, afirmando: "Eu sei que ele é um fã. Espero aparecer no filme de alguma forma. Não isso faz sentido? Mas, é Hollywood, então não vou levar para o lado pessoal se não der certo". Ele acrescentou: "Se este novo for bem-sucedido, ele lançará luz sobre o original. Em fevereiro de 2019, Yahya Abdul-Mateen II estava em negociações para interpretar McCoy, relatado erroneamente como estando em negociações para retratar o personagem titular.  Em resposta à notícia, Todd ofereceu suas bênçãos no Twitter, afirmando: "Felicidades para o Candyman, um personagem maravilhoso com quem vivi por 25 anos. Ele trouxe graça e glória e um lindo barco cheio de amigos e família. Estou honrado que o espírito de Daniel Robitaille & Cabrini-Green ressuscite. Verdade ao poder! Bênçãos para o elenco e equipe".  No entanto, foi finalmente anunciado que Todd repetiria seu papel e que Abdul-Mateen II interpretaria Anthony McCoy. Em março, Teyonah Parris foi escalada como Brianna Cartwright.

### Filmagens
As filmagens principal de Candyman ocorreram entre agosto e setembro de 2019 na área de Chicago com o título provisório Say My Name. Algumas filmagens aconteceram no bairro de North Park durante o mês de setembro. A diretora DaCosta disse que os prédios de apartamentos/condomínios de Near North Side em Marina City eram seus locais de filmagem favoritos na cidade. Várias cenas foram filmadas nas últimas ruínas das casas cercadas de casas geminadas de Cabrini-Green Homes de 1942. Candyman é o primeiro longa-metragem a ser filmado em locações dentro do Museu de Arte Contemporânea de Chicago. Como o filme originalmente planejado para 2004, o projeto teve um orçamento de produção de 25 milhões.
O filme apresenta sequências de animação de fantoches que foram criadas pela companhia de teatro de fantoches de Chicago, Manual Cinema. DaCosta disse que ela e Jordan Peele escolheram fantoches de sombra depois de falar "logo no início sobre o quanto odiaríamos fazer uma cena de flashback tradicional (risos) ou usar filmagens do filme original, porque queríamos que isso funcionasse por conta própria. Ele mencionou o teatro de fantoches e, em seguida, em Chicago, desenvolvemos [algo] com essa incrível companhia de produção de teatro e, a partir daí, tornou-se menos sobre flashbacks e mais sobre como retratamos essas histórias, essas lendas."

## Recepção

### Bilheteria
Em 8 de setembro de 2021, Candyman arrecadou US$ 41,9 milhões nos Estados Unidos e Canadá e US$ 11,2 milhões em outros territórios, para um total mundial de US$ 53 milhões. 
Nos Estados Unidos e Canadá, Candyman foi projetado para arrecadar cerca de US $ 15 milhões em 3.569 cinemas em seu fim de semana de estreia. O filme arrecadou $ 9,1 milhões em seu primeiro dia, incluindo $ 1,9 milhões nas prévias de quinta-feira à noite. Ele estreou com US $ 22 milhões, liderando as bilheterias; a audiência era composta por 53% do sexo masculino, com afro-americanos (37%) e caucasianos (30%) constituindo a maioria. Os principais mercados dos EUA foram Los Angeles ($ 1,3 milhão) e Nova York ($ 1,1 milhão). 
Nia DaCosta se tornou a primeira diretora negra a ter um filme estreando e liderando o topo da bilheteria americana.
Em todo o mundo, Candyman foi lançado em 51 mercados e faturou US $ 5,23 milhões; os principais países foram Reino Unido ($ 1,48 milhão), Espanha ($ 356.000), México, Rússia e Alemanha.

#### A resposta da crítica
No agregador de resenhas Rotten Tomatoes, 85% dos 284 críticos deram ao filme uma resenha positiva com uma avaliação média de 7,3 / 10. O consenso dos críticos do site diz: " Candyman faz uma abordagem incisiva e visualmente emocionante para aprofundar a mitologia da franquia - e aterrorizar o público ao longo do caminho."  No Metacritic, o filme tem uma pontuação média ponderada de 72 de 100 com base em 53 críticos, indicando "críticas geralmente favoráveis". O público entrevistado pela CinemaScore deu ao filme uma nota média de "B" em uma escala de A + a F, enquanto PostTrak relataram que 72% dos membros da audiência deram uma pontuação positiva, com 56% dizendo que definitivamente o recomendariam. 